# کانتالوپو ین سابینا
کانتالوپو ین سابینا (به ایتالیایی: Cantalupo in Sabina) یک کومونه در ایتالیا است که در استان ریتی واقع شده‌است.

## خصوصیات
کانتالوپو ین سابینا ۱۰ کیلومترمربع مساحت و ۱٬۶۲۱ نفر جمعیت دارد و ۲۹۷ متر بالاتر از سطح دریا واقع شده‌است.